# کریم فندی

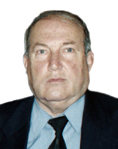
کریم فندی (به انگلیسی: Karim Findi) (زاده سال ۱۹۴۶ در دهوک - کردستان عراق) نویسنده کرد

کریم فندی (به انگلیسی: Karim Findi) (زاده سال ۱۹۴۶ در دهوک - کردستان عراق) نویسنده کرد و فارغ‌التحصیل زبان انگلیسی در دانشگاه موصل در سال ۱۹۷۴ است.
وی تابحال کتاب‌های بسیاری در موضوعاتی هم‌چون سیاست، جغرافیا، زبان، ادبیات و تاریخ در زبان‌های مختلف انگلیسی، کردی، عربی نوشته است. فندی یکی از بنیانگذاران سندیکای روزنامه نگاران کردستان، سردبیر مجله کاروان، دبیر مجله علمی کاروان، سردبیر مجله دجله می‌باشد.